# Luciobarbus capito
Luciobarbus capito es una especie de peces dulceacuícolas de la familia Cyprinidae, orden Cypriniformes.